# Palaquium xanthochymum
Palaquium xanthochymum är en tvåhjärtbladig växtart som först beskrevs av De Vriese, och fick sitt nu gällande namn av Jean Baptiste Louis Pierre och William Burck. Palaquium xanthochymum ingår i släktet Palaquium och familjen Sapotaceae. Inga underarter finns listade i Catalogue of Life.